# Guy Fawkes River

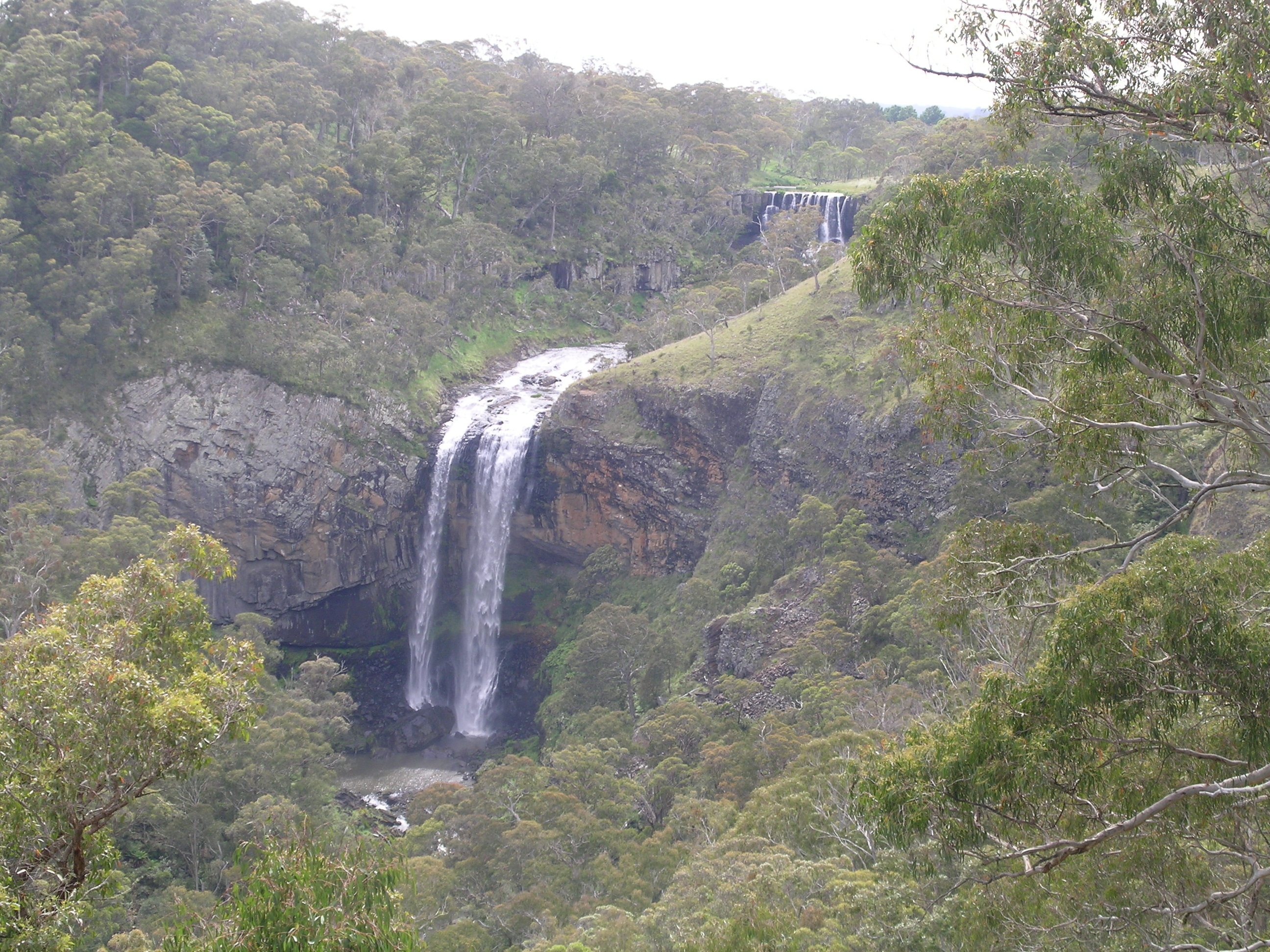
Ebor Falls, sur la Guy Fawkes.

La Guy Fawkes River est une rivière de l'est de l'Australie située dans le Nord de la Nouvelle-Galles du Sud. Elle coule du sud vers le nord dans la vallée de la Demon Fault Line, dans le parc national de la rivière Guy Fawkes. 
La rivière prend sa source dans les Northern Tablelands près du village d'Ebor (en). Elle reçoit des affluents venant de la Round Mountain (en), le plus haut sommet de la région des Tablelands, puis traverse les chutes d’Ebor Falls (en), coule vers le nord dans une vallée profonde et rejoint finalement le fleuve Clarence.
La rivière porte le nom de Guy Fawkes. L'expédition dirigée par John Oxley a apparemment campé sur ses rives le « jour de Guy Fawkes », le 5 novembre 1821.
Le sentier de randonnée The Bicentennial National Trail longe la rive ouest de la rivière en empruntant une ancienne voie pour le bétail.
Le plus grand des Grevillea, le chêne soyeux d'Australie (Grevillea robusta), pousse dans la région, qui constitue la limite sud de son milieu naturel. Il peut atteindre jusqu'à 35 mètres de haut et son tronc un diamètre de plus d'un mètre. 